# SC Leinefelde 1912
Der SC Leinefelde 1912 ist ein Mehrspartensportverein in der nordthüringischen Stadt Leinefelde-Worbis.

## Struktur
In dem knapp 10 000 Einwohner zählenden Stadtteil Leinefelde bietet der Verein für seine 600 Mitglieder die Sportarten Fußball, Volleyball, Turnen, Leichtathletik, Schwimmen, Boxen, Tennis, Kegeln, Behindertensport und Frauengymnastik an. Die größte Abteilung stellen die Fußballspieler mit 300 Mitgliedern. Der Verein nutzt das 6 000 Zuschauer fassende städtische Stadion Leine-Sportpark mit Rasenplatz und Leichtathletikanlagen.

## Geschichte

Historisches Logo der ZSG Leinefelde

Der SC Leinefelde beruft sich in seiner Historie auf den 1912 gegründeten FC Leinefelde, der als reiner Fußballklub aus dem bereits bestehenden Männerturnverein herausgelöst worden war. Nach dem Zweiten Weltkrieg fiel der FC Leinefelde dem von der sowjetischen Besatzungsmacht veranlassten allgemeinen Verbot für Sportvereine zum Opfer. An seiner Stelle entstand Ende der 1940er Jahre die Betriebssportgemeinschaft (BSG) Traktor Leinefelde, die 1953 von den örtlichen Handelsbetrieben übernommen und in BSG Empor Leinefelde umbenannt wurde. Am 16. Juli 1963 gründete die Leinefelder Baumwollspinnerei die BSG Fortschritt Leinefelde, der sich ein Jahr später die Fußballsektion der BSG Empor anschloss. Am 6. Januar 1976 schlossen sich die Leinefelder Betriebssportgemeinschaften zur Zentralen Sportgemeinschaft (ZSG) Leinefelde zusammen. Sowohl die bisherigen Betriebssportgemeinschaften als auch die neue ZSG boten üblicherweise ein breites Spektrum von Sportarten an. Fußball und Handball waren zu dieser Zeit die rührigsten Sektionen. Als nach der politischen Wende von 1989 und den darauffolgenden wirtschaftlichen Veränderungen das System der Betriebssportgemeinschaften nicht weitergeführt werden konnte, gründeten Mitglieder der ZSG am 12. Juli 1990 den eingetragenen Verein Sportclub Leinefelde 1912.

## Entwicklung des Fußballsports
Zeit seines Bestehens kam der FC Leinefelde nicht über das untere regionale Ligensystem hinaus. Auch nach der Gründung der Betriebssportgemeinschaften dauerte es bis zum Jahre 1967, ehe der BSG Fortschritt der Aufstieg in die drittklassige Bezirksliga Erfurt gelang. Diese Klasse konnte mit Ausnahme der Jahre 1985 bis 1987, in denen man in die Bezirksklasse abgestiegen war, bis zum Ende des DDR-Fußballsystems 1990 halten.
In den Jahren 1976 und 1977 gelang es der ZSG Leinefelde, für jeweils zwei Spiele DDR-weit auf sich aufmerksam zu machen. In beiden Jahren hatte die Mannschaft den Erfurter Bezirkspokal gewonnen und sich damit für den Wettbewerb um den DDR-Fußballpokal (FDGB-Pokal) qualifiziert. 1976 gelang es den Leinefeldern in der ersten Pokalrunde den Zweitligisten Aktivist Kali Werra Tiefenort zuhause mit 2:1 zu besiegen. Das Heimspiel der zweiten Pokalrunde ging allerdings mit 1:4 gegen den Zweitligisten Motor Suhl verloren. Ein Jahr später hieß der Erstrundengegner Chemie-Glas IW Ilmenau, der wie Leinefelde in der Bezirksliga spielte. Mit einem 1:0-Heimsieg erreichte Leinefelde erneut die zweite Pokalrunde. Am zweitklassigen DDR-Ligisten Dynamo Eisleben scheiterte die ZSG dann mit 0:1 im eigenen Stadion.
Im DFB-Spielbetrieb begann der SC Leinefelde in der Saison 1990/91 in der damals viertklassigen Verbandsliga Thüringen. Mit Ausnahme der Saison 1998/99 (Abstieg in die Landesklasse) war der SC bis 2001 in der höchsten Thüringen Fußballklasse vertreten, danach folgte binnen zweier Jahre der Abstieg in die achtklassige Bezirksliga Thüringen. Erst 2009 gelang die Rückkehr in die nun sechstklassigen Thüringenliga, in der der Verein auch derzeit (Stand: Saison 2015/16) spielt. Die Frauenmannschaft des SC Leinefelde spielt seit 2009 in der Kreisliga Göttingen des Niedersächsischen Fußballverbandes.
In der Saison 2009/10 konnten die Damen den Kreispokal Eichsfeld gewinnen.